# Прокопьев, Герман Терентьевич
Герман Терентьевич Прокопьев (17 октября 1922 года — 30 июня 1999 года) — Наводчик 124 гвардейского артиллерийского полка 52 гвардейской стрелковой дивизии, гвардии сержант. Полный кавалер ордена Славы.

## Биография
Герман Терентьевич Прокопьев родился 17 октября 1922 года в дер. Байгеево Цивильского района Республики Чувашия.
Чуваш. Образование неполное среднее. Член КПСС с 1945 г. До призыва в армию работал в колхозе в п. Соловьевка Бижбулякского района РБ.
В Советскую Армию призван в 1941 году Бижбулякским райвоенкоматом. На фронте Великой Отечественной войны с апреля 1942 году.
В 1945 году гвардии старшина Прокопьев демобилизован. Вернулся в Башкирию, работал бригадиром колхоза в п. Соловьевка Бижбулякского района.
В 1947 году Герман Терентьевич переехал в г. Дзержинск Горьковской области, работал электромонтером в Горэнерго. Участник Парада Победы 1995 года.
.

## Подвиг
Наводчик миномета 661-го стрелкового полка (200-я стрелковая дивизия) рядовой Г. Т. Прокопьев 31 июля 1944 г. проявил мужество и отвагу при форсировании р. Дубна.
31 июля 1944 года огнём миномета подавил три огневые точки противника и уничтожил 13 немецких солдат.
За этот подвиг Г. Т. Прокопьев 15 августа 1944 года награждён орденом Славы III степени.
Наводчик 124-го гвардейского артиллерийского полка, 52-й гвардейской стрелковой дивизии 12-го гвардейского стрелкового корпуса, 3-й Ударной армии гвардии сержант Г. Т. Прокопьев отличился в боях за взятие г. Берлина.
20 апреля 1945 г. в уличных боях в г. Берлине, на орудие, где наводчиком был Г. Т. Прокопьев, противник дважды предпринял контратаку ротой пехоты, поддержанную самоходным орудием. Прокопьев огнём своего орудия прямой наводкой с дистанции 200 метров в упор расстреливал наседавших немцев, контратака противника была отбита. Противник оставил на поле боя 16 трупов солдат и офицеров и 2 станковых пулемета.
За этот подвиг 3 июня 1945 года он награждён орденом Славы II степени.
Указом Президиума Верховного Совета от 1 октября 1968 года награждён орденом Славы I степени.

## Награды
- Орден Славы трёх степеней